# ميدانك (كرج)
ميدانك هي قرية في مقاطعة كرج، إيران. يقدر عدد سكانها بـ 28 نسمة بحسب إحصاء 2016.